# Pardosa trailli
Pardosa trailli este o specie de păianjeni din genul Pardosa, familia Lycosidae. A fost descrisă pentru prima dată de O. P.-cambridge, 1873. Conform Catalogue of Life specia Pardosa trailli nu are subspecii cunoscute.